# Alaskagyre
De Alaskagyre is een kleine gyre in het noordoosten van de Grote Oceaan. De gyre ligt in de Golf van Alaska en stroomt tegen de klok in.
Het wordt gevormd door de interacties tussen de noord- en westwaarts stromende Alaskastroom langs de kust van Alaska, het vervolg van deze zeestroom in de Aleoetenstroom langs de Aleoeten die naar het zuiden ombuigt en terugstroomt als de Subarctische stroom en de oostwaarts stromende Noordpacifische stroom.